# Costa dels esclaus
La Costa dels esclaus, expressió utilitzada entre els segles xvii i XIX per referir-se al que avui és la part del golf de Guinea, a l'Àfrica, d'on es van capturar una gran part dels esclaus portats a Amèrica i Europa, prop de 2 milions d'esclaus. La Costa dels esclaus s'estenia entre les desembocadures dels rius  Níger a l'est i el  Volta a l'oest, en el que avui són Nigèria, Togo, Benín, i l'est de Ghana. Aquesta va ser la zona d'actuació principalment de traficants d'esclaus holandesos i anglesos. Els esclaus eren capturats per caps africans a l'interior del continent i portats als mercats d'esclaus a la costa, fins a l'abolició de l'esclavitud a Europa a principis del segle xix.